# 포레스트바위다람쥐
포레스트바위다람쥐(Sciurotamias forresti)는 다람쥐과에 속하는 설치류의 일종이다. 중국 쓰촨성과 윈난성의 토착종으로 해발 약 3,000m 고도의 관목이 무성한 절벽에서 서식한다. 비교적 잘 알려지지 않은 종이지만, 좀더 널리 분포하는 근연종 페르다비드바위다람쥐의 습성과 유사한 것으로 추정하고 있다. 겉모습이 페르다비드바위다람쥐와 크게 닮았지만, 포레스트바위다람쥐는 황토색을 좀더 띠며, 옆구리에 희미하고 희끄무레한 줄무늬가 있다.